# Tank Mark I
Tank Mark I, kort Mk I tank, var ett brittisk stridsvagn av typen landskepp som tillverkades under första världskriget. Den var den första stridsvagnen att gå i tjänst och den tillverkades i två varianter; male (hane) och female (hona). Hanarna var beväpnade med två stycken snabbskjutande 6-punds kanoner, en på vardera sidan, för att beskjuta kulsprutevärn och liknande. Honorna å sin sida var inriktade mot infanteri så de byggdes med kanonerna ersatta av kulsprutor. Stridsvagnen hade ett ovanligt rombformat chassi och saknade torn. Man trodde att ett torn skulle göra stridsvagnen för instabil.
Mark I hade en besättning på 8 man: befäl (som också skötte differentialväxeln), förare, två man som hanterade den sekundära växeln och fyra skyttar.

## Historia
Mark I var i strid redan 1916 men kom enbart att agera psykologiskt vapen då majoriteten av vagnarna gick sönder eller fastnade under strid. Bortom detta var de svåra att arbete i på grund av motorns höga ljud och hetta. När tyskarna väl hade börjat dela ut pansarbrytande kulor till sina soldater blev även Mark I:s pansar värdelöst. Detta gjorde att man snabbt började utveckla en ersättare som löste problemen. Detta kom att bli Tank Mark IV som kom att bli en större framgångshistoria. När Mark IV väl kom i bruk började Mark I att tas ur bruk. 

## Varianter
Tank Mark I kom att vidareutvecklades till bland annat Mark II och III vilka enbart fick småförbättringar varav de flesta är odokumenterade. Mark II kom att se begränsad strid men både Mark II och III kom att brukas primärt som övningsfordon.

### Mark I
- Tank Mark I male: Beväpning: två 57 mm L/24,5 Hotchkiss QF 6-pund kanoner och fyra 7,62 mm Hotchkiss luftkylda kulsprutor.
- Tank Mark I female: Beväpning: fyra 7,62 mm Vickers vattenkylda kulsprutor och en 7,62 mm Hotchkiss luftkyld kulspruta.

### Mark II
- Tank Mark II male: Beväpning: två 57 mm L/24,5 Hotchkiss QF 6-pund kanoner och fyra 7,62 mm Hotchkiss luftkylda kulsprutor.
- Tank Mark II female: Beväpning: fyra 7,62 mm Vickers vattenkylda kulsprutor och en 7,62 mm Hotchkiss luftkyld kulspruta.
- Tank Mark II supply carrier: Fraktversion utan vapen.

### Mark III
- Tank Mark III male tidig modifikation: Beväpning: två 57 mm L/24,5 Hotchkiss QF 6-pund kanoner och fyra 7,62 mm Hotchkiss luftkylda kulsprutor.
- Tank Mark III female tidig modifikation: Beväpning: fyra 7,62 mm Vickers vattenkylda kulsprutor och en 7,62 mm Hotchkiss luftkyld kulspruta.
- Tank Mark III male sen modifikation: Nya kasematter med kortare 57 mm kanoner och enbart 3 kulsprutor, två per sida och en frontalt.
- Tank Mark III female sen modifikation: Nya kasematter med samma beväpning som tidigare female varianter.